# Clarkfield
Clarkfield és una població dels Estats Units a l'estat de Minnesota. Segons el cens del 2000 census tenia 944 habitants.

## Demografia
Segons el cens del 2000, Clarkfield tenia 944 habitants, 371 habitatges, i 228 famílies. La densitat de població era de 337,5 habitants per km².
Dels 371 habitatges en un 26,1% hi vivien nens de menys de 18 anys, en un 50,9% hi vivien parelles casades, en un 8,4% dones solteres, i en un 38,5% no eren unitats familiars. En el 35,3% dels habitatges hi vivien persones soles el 22,1% de les quals corresponia a persones de 65 anys o més que vivien soles. El nombre mitjà de persones vivint en cada habitatge era de 2,25 i el nombre mitjà de persones que vivien en cada família era de 2,92.
Per edats la població es repartia de la següent manera: un 21,7% tenia menys de 18 anys, un 7,1% entre 18 i 24, un 20,9% entre 25 i 44, un 19% de 45 a 60 i un 31,4% 65 anys o més.
L'edat mediana era de 45 anys. Per cada 100 dones de 18 o més anys hi havia 84,3 homes.
La renda mediana per habitatge era de 33.819 $ i la renda mediana per família de 39.926 $. Els homes tenien una renda mediana de 28.900 $ mentre que les dones 17.431 $. La renda per capita de la població era de 17.349 $. Entorn del 10,1% de les famílies i el 12,8% de la població estaven per davall del llindar de pobresa.

## Poblacions més properes
El següent diagrama mostra les poblacions més properes.